# Saat aus dem Grabe

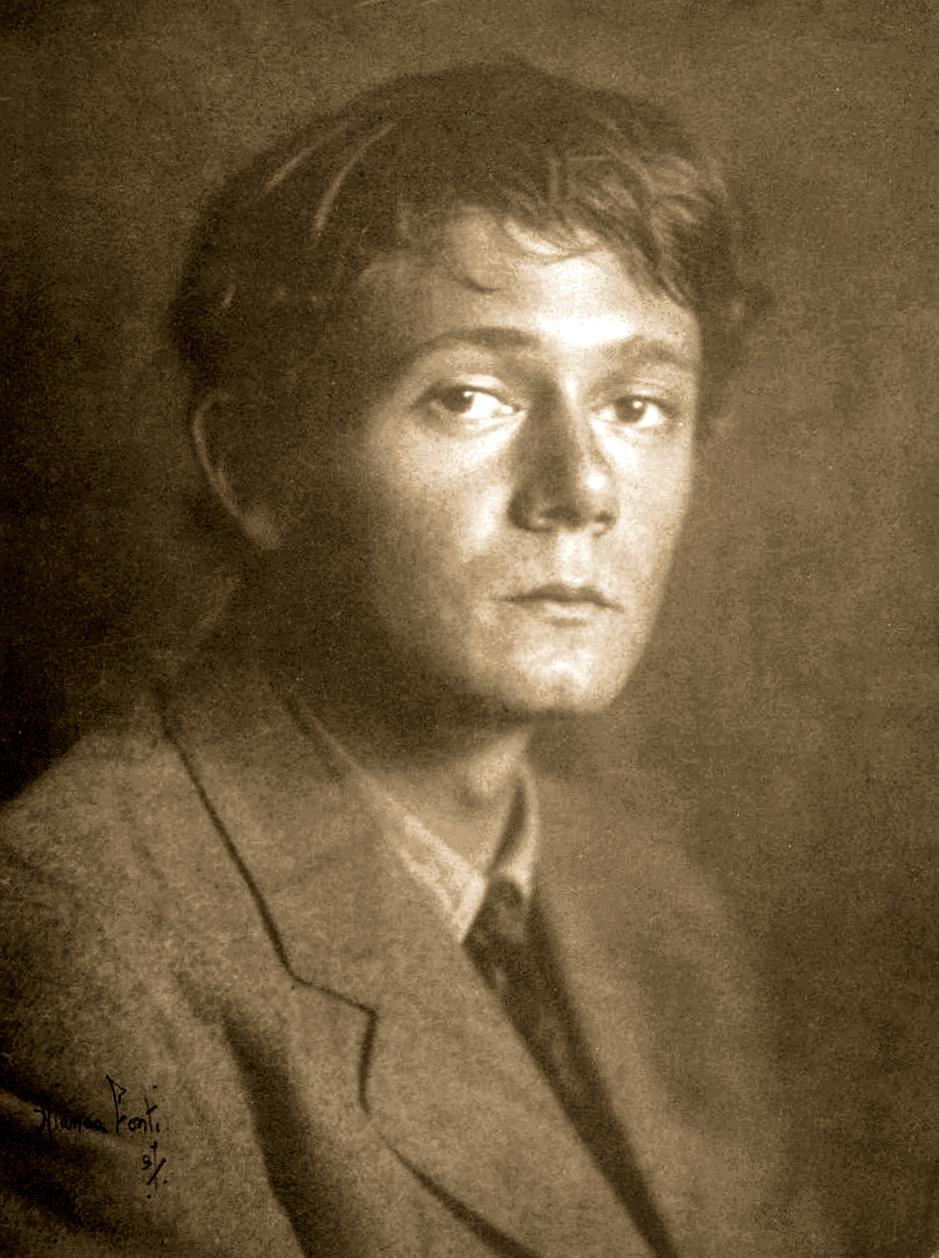
Clark Ashton Smith (1912)

Saat aus dem Grabe (englischer Originaltitel: The Seed from the Sepulchre) ist der Titel einer phantastischen Horrorgeschichte des amerikanischen Schriftstellers Clark Ashton Smith, die er im Februar 1932 fertigstellte und im Oktober 1933 in der Zeitschrift Weird Tales veröffentlichte.
Erst drei Jahre nach seinem Tode wurde die beliebte, in vielen Anthologien vertretene Erzählung in den Sammelband Tales of Science and Sorcery des Verlages Arkham House aufgenommen.
Eine deutsche Übersetzung von Friedrich Polakovics leitete 1970 namensgebend die Sammlung Saat aus dem Grabe der Bibliothek des Hauses Usher ein und wurde 1982 in der Phantastischen Bibliothek des Suhrkamp Verlages nachgedruckt.
Die aus auktorialer Perspektive erzählte Geschichte dreht sich um das Schicksal zweier Abenteurer, die in den Tiefen des Dschungels einer dämonischen Pflanze zum Opfer fallen.

## Inhalt
Falmer und Thone befinden sich auf einer Expedition durch den venezolanischen Teil des Amazonasurwalds und fahren in Einbäumen einen abgelegenen Nebenfluss des Orinoco hinauf. Die von zwei Indios begleiteten Orchideenjäger verlockt nicht nur die unüberschaubare Flora der Region, sondern ein Gerücht, das sich um eine geheimnisvolle Ruinenstadt rankt. In den Überresten soll sich eine Grabstätte mit einem Schatz aus Juwelen befinden, die man den Toten in die Ewigkeit mitgegeben hat.
Der vom Fieber geschwächte Thone blieb eine Tagesreise zurück, während Falmer und ein Indio die Stätte erkundeten und bittet den Freund, ihm nun etwas über den Ort zu erzählen. Der aber wirkt seltsam verschlossen, murmelt nur wenige Worte und weist weitere Fragen mürrisch zurück. Thone bemerkt eine Wesensveränderung, sieht die fahle Hautfarbe seines abgezehrt wirkenden Gesichts und ist beunruhigt, als sich dessen Zustand auch am nächsten Tag nicht verbessert.
So packen sie ihre Ausrüstung und fahren mit den zwei Kanus flussabwärts in Richtung Orinoco. Der Strömung überlassen gleiten sie stundenlang in brütender Hitze dahin, bis Thone bemerkt, wie Falmer seinen Kopf rhythmisch hin- und herbewegt, zu stöhnen beginnt und schließlich aufschreit. Er umklammert seinen Kopf und wird von konvulsivischen Zuckungen geschüttelt, die das Boot beinahe kentern lassen.
Auf das Ufer zufahrend, bemerkt Thone die ängstlichen Blicke der Indios, die flüsternd etwas zu ahnen scheinen und dem ans Land geschafften, mit Morphium beruhigten Kranken nicht näherkommen wollen. Als Thone dessen Kopf untersucht, ertastet er eine Erhebung unter der noch unverletzten Kopfhaut. Da erwacht Falmer und beginnt zu sprechen, als gelte es, sich von einer Last zu befreien:

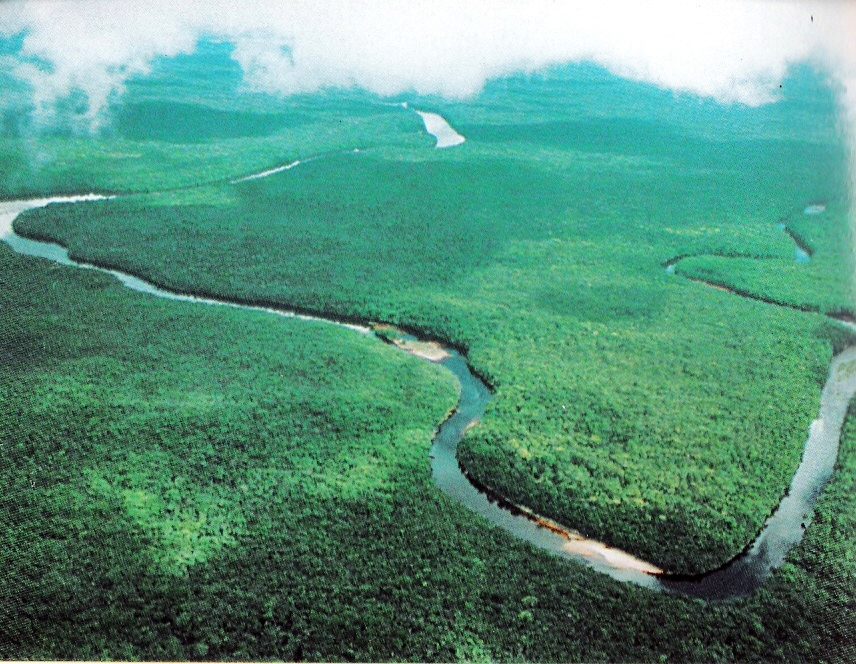
Schlingen eines Mündungsarms im Orinoco-Delta

Während der Indio am Fluss wartete, ging er zwischen den Trümmern der Stätte umher und betrachtete die ungeheuren Steinmauern, die „so alt wie die Zeit und der Tod“ wirkten, „als wären ihre Quadern von Bewohnern eines fremden Planeten behauen und aufeinandergetürmt worden“ und die abstoßenden, von Ranken noch nicht gänzlich überwucherten Reliefs an gedunsenen Säulen.
Da die Steinplatte des Grabes zerstört war, konnte er auf den weißlich leuchtenden Grund sehen und ließ sich mit einem Seil hinab. Im Schein der Taschenlampe sah er, dass der Boden des Gewölbes mit Knochen und Gerippen übersät war, stocherte in dem Durcheinander herum, konnte aber weder Armreife noch anderen Schmuck an den Skeletten entdecken und wollte eben wieder nach oben klettern, als er ein Gebilde über sich erblickte, das er beim Hinunterklettern beinahe berührt hätte. Es war ein Flechtwerk menschlicher Gebeine, in dessen Mitte sich das Skelett eines Kriegers befand. Aus dem Schädel wucherte ein fahles Pflanzengebilde, das sich bis unter die Decke erstreckte, während die Wurzeln nach unten gekrochen und über die Zehenspitzen in einen weiteren Schädel eingedrungen waren.
Angewidert kletterte er hastig empor, konnte aber der Versuchung nicht widerstehen, das Objekt erneut zu betrachten, wobei er mit seinem Gesicht versehentlich die geweihartigen Auswüchse über dem Totenschädel berührte. Als wäre eine Samenkapsel geplatzt, war er jäh von einer Staubwolke eingehüllt, die sich in den Haaren festsetzte und in seinen Mund eindrang.
Nach der Schilderung verfällt er erneut in ein Murmeln und Stöhnen, aus dem er noch einmal erwacht und von einem wachsenden Ding in seinem Kopf spricht, das er sich durch die Sporen eingehandelt hat. Thone weist die Geschichte von sich, sieht aber die vorquellenden Augen seines Gefährten, deren Lider sich nicht mehr schließen und erkennt zu seinem Entsetzen, dass ihm eine Knospe aus der Schädeldecke wächst. Zu allem Überfluss haben die Indios die beiden im Stich gelassen und sich mit dem Großteil der Vorräte verdrückt. Trotz des erneut ausbrechenden Fiebers kann er den Kranken in das übriggebliebene Kanu ziehen, von Ufer loskommen und das Boot mit der Hoffnung in die Strömung bringen, flussabwärts eine Faktorei am Orinoco zu erreichen.
Am nächsten Morgen schockiert ihn ein grauenvolles Bild: Falmer sitzt wie erstarrt am Ende des Bootes, seine Haut ist vertrocknet, als wäre er vampirisch ausgesaugt worden, während die monströse Pflanze gewachsen ist und nun „sechs bis sieben Zoll aus dem reglosen Haupt“ ragt.
Ihre Triebe dringen aus Mund und Augen, winden sich verästelnd in die Höhe und scheinen dem entsetzen Thone verführerisch zuzuwinken.
Eben noch hoffend, Falmer sei gestorben und erlöst, bemerkt er, wie dessen Körper sich hin- und herbewegt und in einen hypnotisierenden Rhythmus übergeht, der ihn selbst beeinflusst. Er reißt sich aus der Erstarrung und feuert sechs Kugeln aus seinem Revolver auf das Wesen ab. Selbst dies vermag das wimmelnde Leben nicht zu beeindrucken, und resigniert gleitet er ins Delirium, während das Boot im Schlick eines Inselchens in der Mitte des Flusses aufläuft.
Erwachend findet Thone sich in einer Welt aus Lianen, Orchideen und schillernden Schmetterlingen und erkennt, dass die Pflanze riesige Ausmaße angenommen hat. Über einem Gewirr klebriger Fühler hat sich eine Blüte geöffnet, die nach und nach die Züge Falmers anzunehmen scheint. Thone bringt nicht die Kraft auf, das Wesen zu vernichten und glaubt eine betörende Musik zu hören, während ihm aus dem vertrockneten Körper weißliche Wurzeln entgegensprießen, als suchten sie neue Nahrung. Der gebieterische Sirenengesang schwillt an, und zum „tödlichen Takt einer tanzenden Kobra“ muss er gehorchen. Er sinkt auf die Knie und kriecht auf das Wesen zu, bis die Wurzeln sich durch die Pupillen in seinen Körper bohren. Über der Umarmung des Toten „mit dem noch Lebenden“ bringt das Wesen im schwülen Nachmittag eine neue Blüte hervor.

## Entstehung und Veröffentlichung

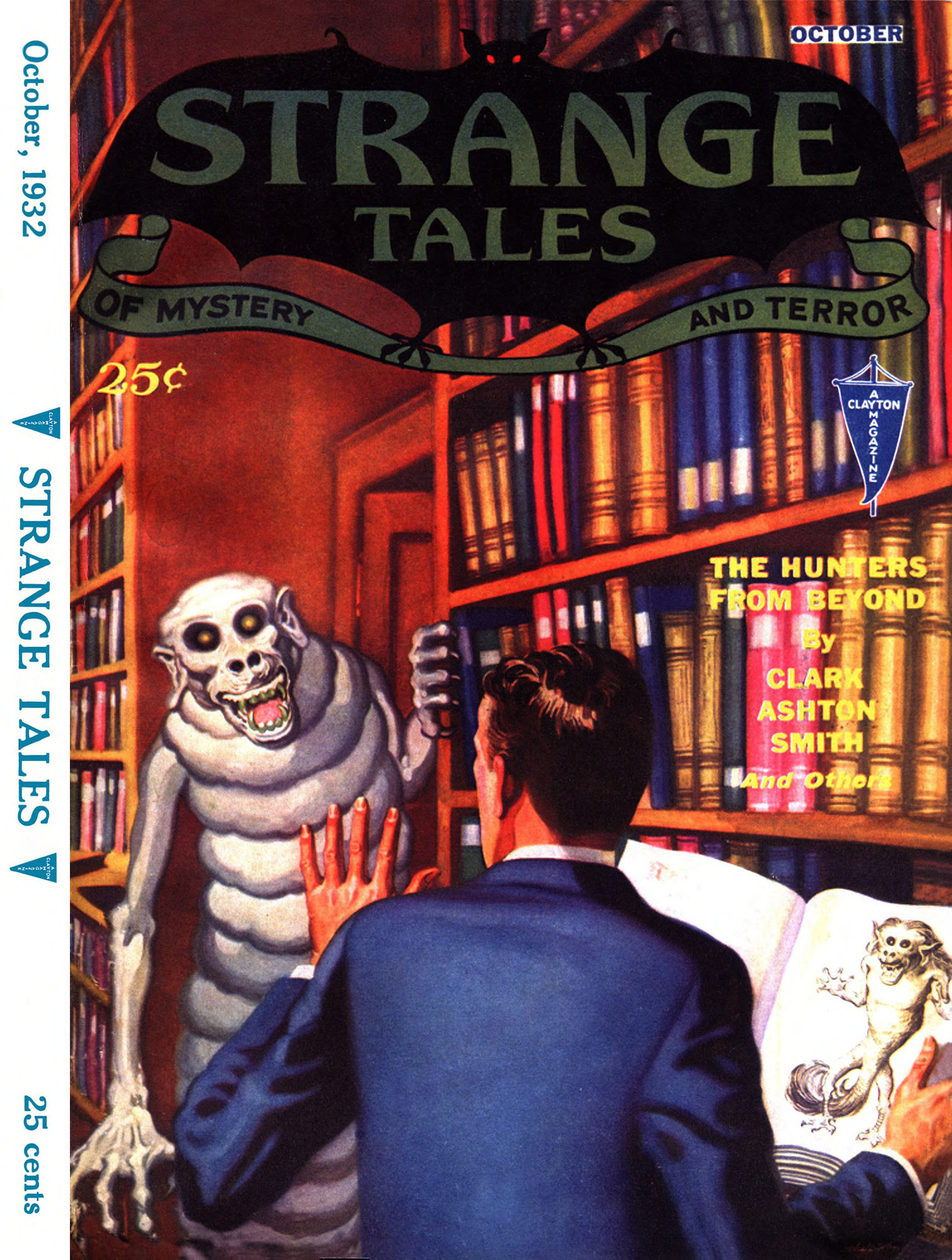
Strange Tales

Steve Behrends berichtete von einer Kurzfassung mit dem Titel A Bottle on the Amazon vom Sommer 1931, die bereits die wesentlichen Handlungsmuster beinhaltete und als Ursprung der Erzählung betrachtet wird. Nach dieser Vorlage wird eine Whisky-Flasche aus der Flussmündung des Amazonas gefischt, in der sich ein Manuskript befindet, in dem von Erlebnissen zweier Forscher in einer entlegenen Urwaldregion Venezuelas berichtet wird. Eine bösartige Pflanze beißt einen der Abenteurer, der sich nun schrittweise in sie verwandelt und schließlich den Gefährten angreift, der ihn eben zurücklassen will.
Smith begann im Januar 1932 mit der Ausarbeitung der Kurzgeschichte und konnte sie am 10. Februar abschließen.
In einem Brief an August Derleth schrieb er, dass sie von allen seinen Erzählungen wegen „ihres Ideenreichtums“ die gelungenste sei und er sie im Magazin Strange Tales veröffentlichen wolle. Sie handle „von einer monströsen Pflanze, die aus dem Schädel, den Augen etc. eines Mannes wächst und ihre Wurzeln um seine sämtlichen Knochen rankt, während er noch am Leben ist.“ In Zukunft aber wolle er sich vom „Thema der dämonischen Pflanze verabschieden“, um es nicht „zu Tode“ zu reiten.
Die Veröffentlichung selbst gestaltete sich etwas holprig. Harry Bates akzeptierte und redigierte die Erzählung für Strange Tales, nachdem Smith einige Änderungen vorgenommen hatte, erklärte aber, dass eine Bezahlung erst später erfolgen könne. Nicht genug damit, drohte bald ein Bankrott des Unternehmens und veranlasste den Verleger William Clayton, Bates anzuweisen, die Zeitschrift mit der letzten Ausgabe im Januar 1933 einzustellen, womit sich die Hoffnung Smiths zerschlug. Als er sie, um gewisse Details bereichert und stilistisch korrigiert, Farnsworth Wright für das Magazin Weird Tales anbot, erhielt er zunächst eine Absage, da die Geschichte zwar „ausgezeichnete Qualitäten habe“, aber zu lang sei. Erneut überarbeitete Smith sein Werk und kürzte es auf 4500 Wörter, eine Version, die Wright schließlich annahm.
Obwohl The Seed from the Sepulchre häufiger als alle anderen Erzählungen Smiths in Anthologien zu finden war, erschien das Werk erst 1964 in dem Sammelband Tales of Science and Sorcery. Während Des Magiers Rückkehr fünf und Die Stadt der singenden Flamme vier Abdrucke erreichte, wurde Saat aus dem Grabe achtmal gedruckt.

## Hintergrund und Rezeption

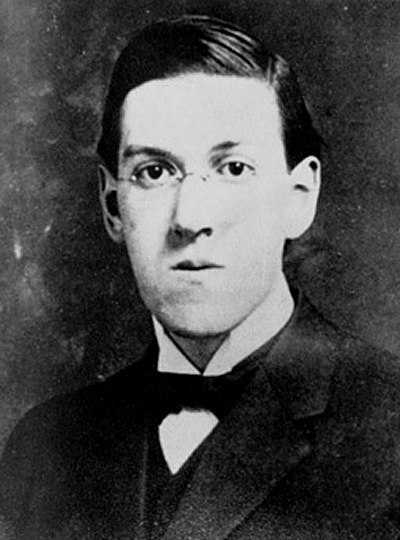
H. P. Lovecraft, Fotografie aus dem Jahre 1915

Anders als Smiths Fantasygeschichten, die in fiktionalen oder stilisierten Landschaften wie Averoigne oder Zothique, Hyperborea oder Atlantis angesiedelt sind, spielt die Handlung in der Wirklichkeit (eines Urwalds), was sie mit den Kurzgeschichten Genius Loci, Des Magiers Wiederkehr oder Aforgomons Kette verbindet, die ebenfalls der Phantastik zuzuordnen sind.
H. P. Lovecraft pflegte seit Jahren einen regen Briefkontakt mit Smith und war zunächst von seiner Lyrik, später auch von der schillernden Prosa fasziniert, die er in seinem Essay Supernatural Horror in Literature überschwänglich lobte. Der langjährige Austausch führte dazu, dass beide Autoren bestimmte Details und Motive des anderen in ihr eigenes Werk übernahmen.
So konnte Lovecraft sich in einem Brief an F. Lee Baldwin auch über Smiths Vater Timeus äußern, der beim Glücksspiel und auf seinen Reisen viel Geld verloren hatte.
Er schilderte ihn als einen durch die Welt reisenden „Glücksritter“, der auch den tropischen Regenwald des Amazonas erkundet und seinem jungen Sohn davon erzählt hatte. Vor allem die Details der Pflanzen- und Vogelwelt beeindruckten den jungen Clark und gingen in diese Erzählung ein.
Für den Literaturwissenschaftler Rein A. Zondergeld gehört The Seed from the Sepulcher neben Genius loci zu den überzeugendsten Erzählungen Smiths.